# Hydraenini
Hydraenini zijn een tribus van kevers uit de familie van de waterkruipers (Hydraenidae).

## Taxonomie
De tribus is als volgt onderverdeeld:
- Geslacht Adelphydraena Perkins, 1989
- Geslacht Hydraena Kugelann, 1794